# Plésidy
Plésidy [plezidi] est une commune française située dans le département des Côtes-d'Armor en région Bretagne.

## Géographie
Plésidy se trouve à une dizaine de kilomètres au sud de Guingamp, sous-préfecture des Côtes-d’Armor.

### Hameaux
La commune de Plésidy comporte 27 hameaux :
- Cailouan, Croaselen, Claudrain, Garlouet, Garsmeur, Goas Caradec, Guernognon, Kerbouret Huelan, Kerbouret Izélan, Kerbanel, Kerdanet, Kerfinit, Kerhars, Kerhenry, Kerlan, Kersière, Kervenou, Kervoisiou, Kernon, Lanlez, La Villeneuve, Guern an Mern, le Moulin du Roz, le Medic, Lavancel, Lan Manguy, Lanleze, Pors Chevance, Rumenet, Ruemorvan, Saint-Alors, Saint-Yvonnec, Trévelost, Trolan, Trinité.

### Hydrographie
Pour un article plus général, voir Réseau hydrographique des Côtes-d'Armor.
La commune est située dans le bassin Loire-Bretagne. Elle est drainée par le Trieux, le Toul an Dour, le ruisseau du Sullé, le ruisseau du Touldu et un autre petit cours d'eau,.
Le Trieux, d'une longueur de 72 km, prend sa source dans la commune de Kerpert et se jette  dans la Manche entre Lézardrieux et Ploubazlanec, après avoir traversé 21 communes.  Les caractéristiques hydrologiques du Trieux sont données par la station hydrologique située sur la commune de Saint-Péver. Le débit moyen mensuel est de 2,69 m3/s. Le débit moyen journalier maximum est de 39,8 m3/s, atteint lors de la crue du 26 janvier 1995. Le débit instantané maximal est quant à lui de 49,7 m3/s, atteint le 28 février 2010.

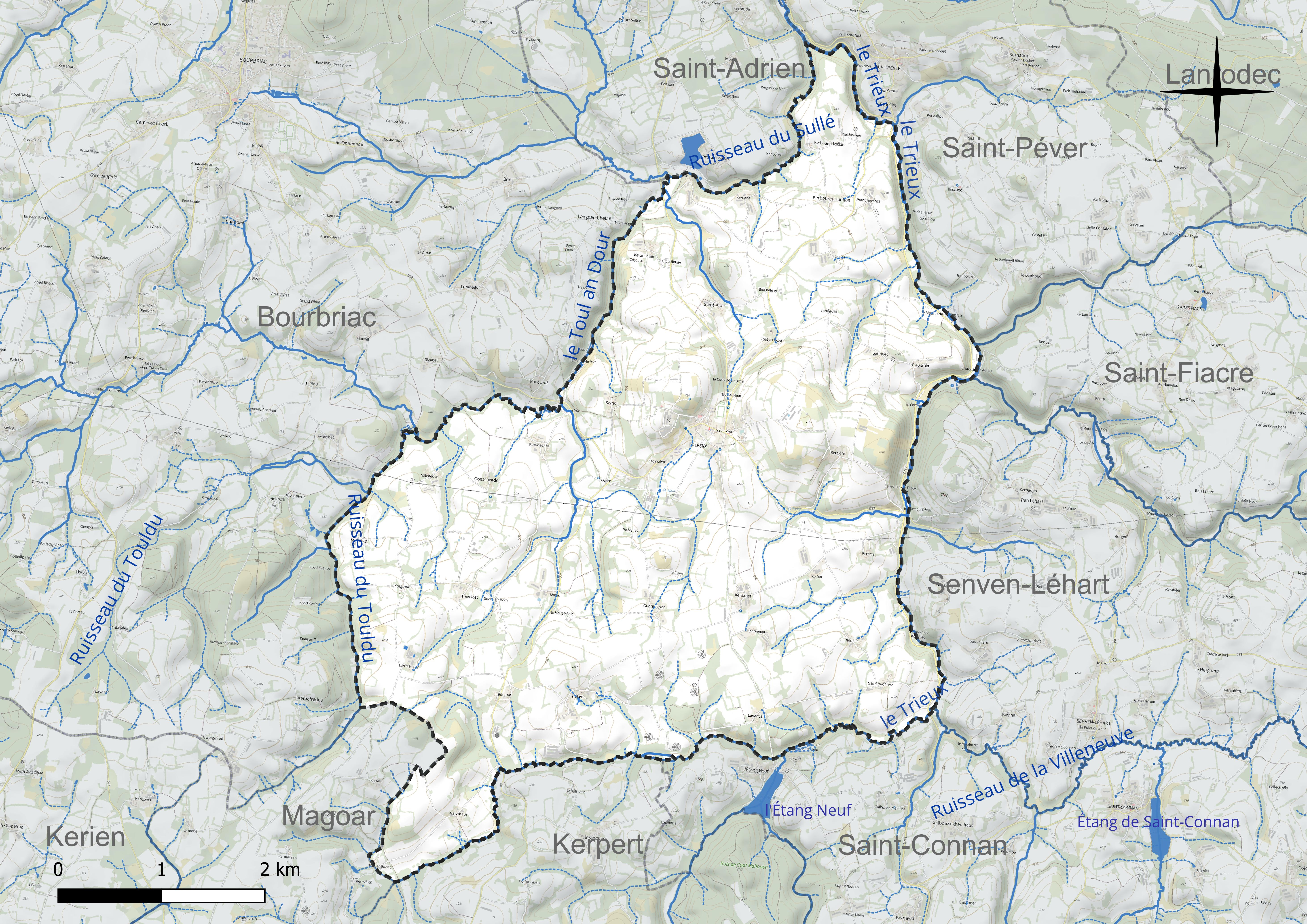
Réseau hydrographique de Plésidy.

Le Toul an Dour, d'une longueur de 12 km, prend sa source dans la commune de Bourbriac et se jette  dans le Trieux à Saint-Adrien. 

### Climat
Pour des articles plus généraux, voir Climat de la Bretagne et Climat des Côtes-d'Armor.
En 2010, le climat de la commune est de type climat océanique franc, selon une étude du Centre national de la recherche scientifique s'appuyant sur une série de données couvrant la période 1971-2000. En 2020, Météo-France publie une typologie des climats de la France métropolitaine dans laquelle la commune est exposée à un climat océanique et est dans la région climatique Finistère nord, caractérisée par une pluviométrie élevée, des températures douces en hiver (6 °C), fraîches en été et des vents forts. Parallèlement l'observatoire de l'environnement en Bretagne publie en 2020 un zonage climatique de la région Bretagne, s'appuyant sur des données de Météo-France de 2009. La commune est, selon ce zonage, dans la zone « Monts d'Arrée », avec des hivers froids, peu de chaleurs et de fortes pluies.  
Pour la période 1971-2000, la température annuelle moyenne est de 10,5 °C, avec  une amplitude thermique annuelle de 11,3 °C. Le cumul annuel moyen de précipitations est de 1 067 mm, avec 15,7 jours de précipitations en janvier et 8 jours en juillet. Pour la période 1991-2020, la température moyenne annuelle observée sur la station météorologique la plus proche, située sur la commune de Kerpert à 8 km à vol d'oiseau, est de 10,8 °C et le cumul annuel moyen de précipitations est de 1 088,9 mm,. Pour l'avenir, les paramètres climatiques de la commune estimés pour 2050 selon différents scénarios d'émission de gaz à effet de serre sont consultables sur un site dédié publié par Météo-France en novembre 2022.

## Urbanisme

### Typologie
Au 1er janvier 2024, Plésidy est catégorisée commune rurale à habitat très dispersé, selon la nouvelle grille communale de densité à 7 niveaux définie par l'Insee en 2022.
Elle est située hors unité urbaine et hors attraction des villes,.

### Occupation des sols
L'occupation des sols de la commune, telle qu'elle ressort de la base de données européenne d’occupation biophysique des sols Corine Land Cover (CLC), est marquée par l'importance des territoires agricoles (88,2 % en 2018), une proportion sensiblement équivalente à celle de 1990 (87,5 %). La répartition détaillée en 2018 est la suivante : 
zones agricoles hétérogènes (51,2 %), terres arables (36,9 %), forêts (10,3 %), zones urbanisées (1,3 %), mines, décharges et chantiers (0,2 %). L'évolution de l’occupation des sols de la commune et de ses infrastructures peut être observée sur les différentes représentations cartographiques du territoire : la carte de Cassini (XVIIIe siècle), la carte d'état-major (1820-1866) et les cartes ou photos aériennes de l'IGN pour la période actuelle (1950 à aujourd'hui).

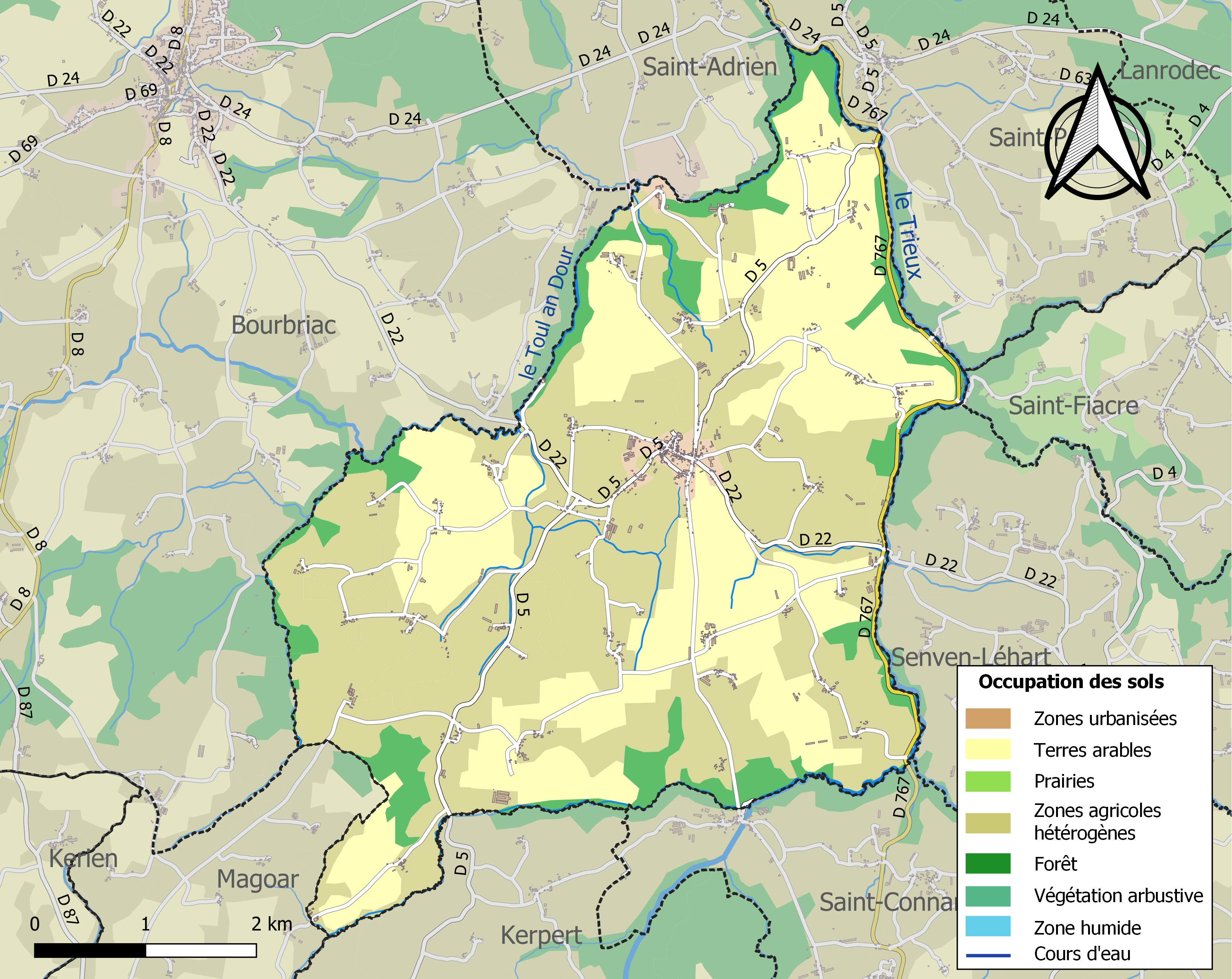
Carte des infrastructures et de l'occupation des sols de la commune en 2018 (CLC).

## Toponymie
Le nom de la localité est attesté sous les formes parochia de Plesidy en 1284, ecclesia de Plesidy vers 1330, Ploezidi en 1371, parochia de Plesidi entre les dous bois en 1378, Plesidy entre les deux bois en 1428 et en 1506 (c'est-à-dire ceux d'Avaugour et de Léhart), paroisse de Plezidy Lehart en 1477, Plesidy Kerpezre en 1581.
Plijidi en breton.
Plésidy vient du breton ploe (paroisse) et de Seidi, nom conservé dans les légendes galloises (père de Kadyrieith vivant à la cour du roi Arthur).

## Histoire

### Préhistoire et Antiquité gallo-romaine
L'actuelle commune est traversée d'une voie gallo-romaine qui passe du nord du département jusqu'à Vorgium. L'occupation des lieux remonte à la préhistoire 
(au moins au Néolithique), celle-ci possède de nombreux menhirs et tumulus.
Sur le site de Castel Kerandroat, une enceinte fortifiée gallo-romaine a été mise au jour en 1864. Son occupation s'est probablement poursuivie durant le haut Moyen Âge.

### LeXXesiècle

#### La Première Guerre mondiale
Le monument aux morts de Plésidy porte les noms de 90 soldats et marins originaires de la commune morts pour la France pendant la Première Guerre mondiale.

#### La Seconde Guerre mondiale
Le monument aux morts de Plésidy porte les noms de 21 personnes mortes pour la France pendant la Seconde Guerre mondiale. Parmi elles Francis Le Blanc, quartier-maître canonnier, fut décoré de la Médaille militaire et de la Croix de guerre.

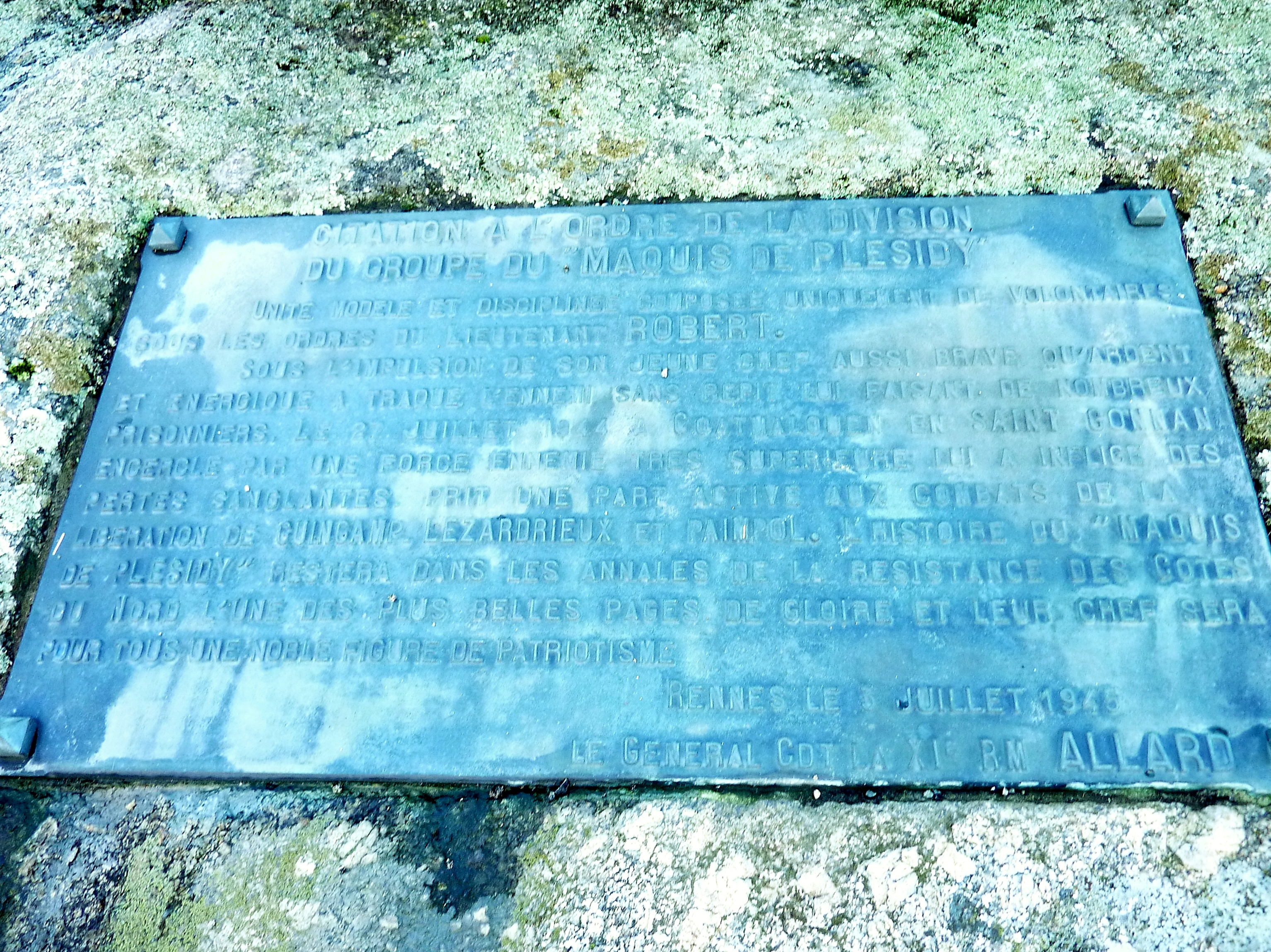
Plaque commémorative du maquis de Plésidy.

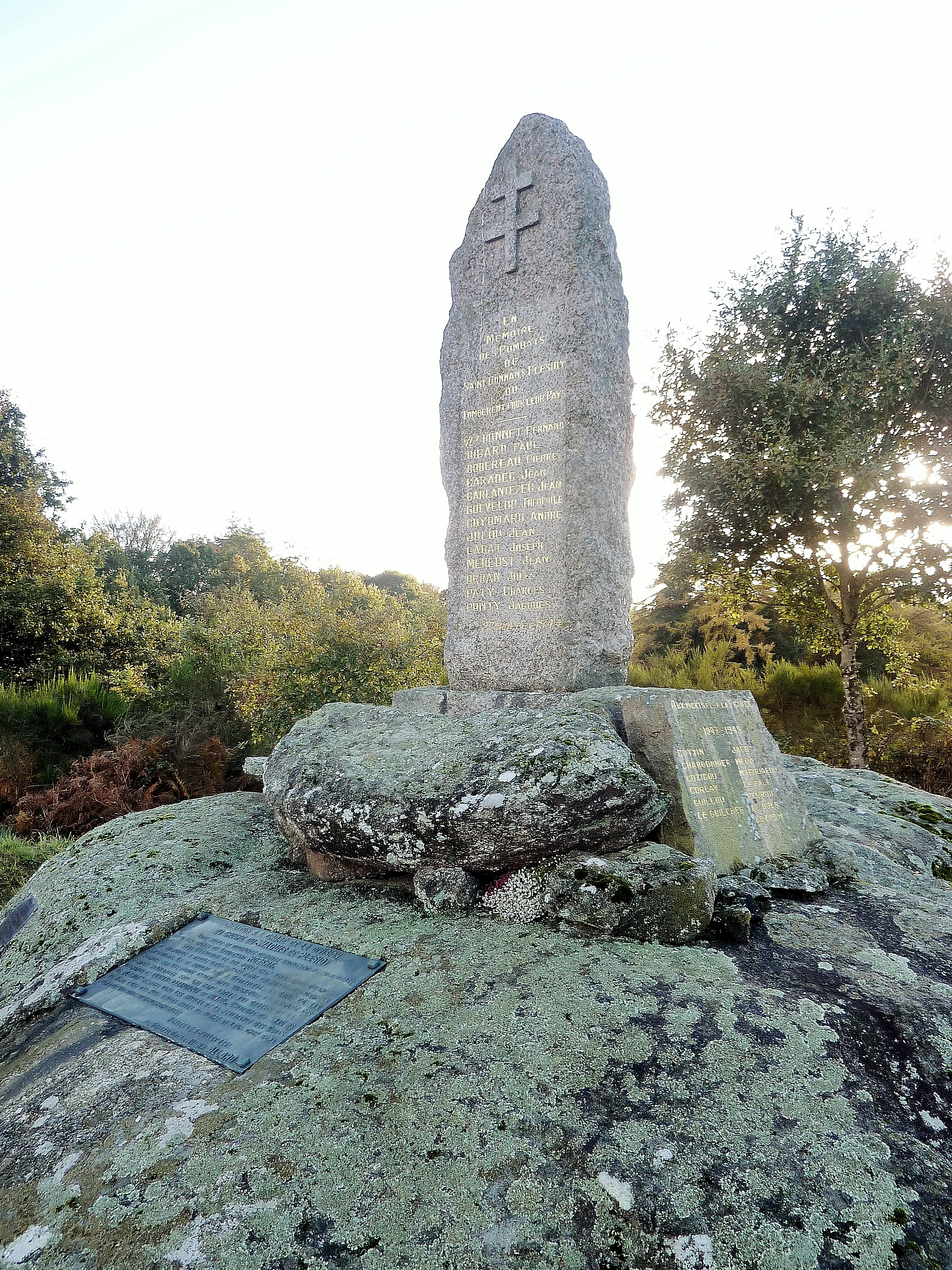
Saint-Connan : le monument commémoratif de la Résistance.

Le maquis de Plésidy-Saint-Connan est formé en juin 1944, avec le concours du groupe Jedburgh Frederick, après la défaite des maquisards de Saint-Marcel, et dépasse rapidement 120 hommes (plus de 300 hommes le 27 juillet 1944). Attaqué par les Allemands ce jour-là, les maquisards, commandés par le sous-lieutenant Jean Robert (un membre des SAS parachuté le 6 juin 1944 à Duault), résistèrent (13 résistants furent tués), notamment dans le bois de Coat-Mallouen, tenant deux heures avant l'arrivée des renforts allemands, avant de se replier en forêt de Duault, et les Allemands renoncèrent à les poursuivre. Par la suite, les maquisards libérèrent Guingamp le 7 août 1944 avec l'appui des chars américains.

« Le sous-lieutenant Jean Robert avait mis en place une organisation militaire avec réveil à 6 heures, lever des couleurs, sport et instruction militaire. Les exercices de tir se faisaient, le matin, dans les caves du château (une grande maison bourgeoise près de l'abbaye de Coat-Mallaouen). (...) Les maquisards [étaient] des groupes de copains de Guingamp et des environs. (...) Le plus jeune n'avait pas 17 ans, le plus âgé un peu plus de 20. Les scouts dormaient sous tente, les autres sous des cabanes faites de bruyère et de branchages. »

Un "Musée de la résistance en Argoat" a ouvert en 2012 à Saint-Connan afin de rappeler les actions de ce maquis.

#### L'après Seconde Guerre mondiale
Un soldat originaire de Plésidy est mort pendant la guerre d'Indochine.

## Politique et administration
| Période                                  | Période      | Identité             | Étiquette | Qualité                                                 |
| ---------------------------------------- | ------------ | -------------------- | --------- | ------------------------------------------------------- |
| Les données manquantes sont à compléter. |              |                      |           |                                                         |
| 1803                                     | 1808         | Olivier le Diouron   |           |                                                         |
| Les données manquantes sont à compléter. |              |                      |           |                                                         |
| 1891                                     | 1896         | Pierre-Louis Derrien |           |                                                         |
|                                          |              | François Guézénec    |           |                                                         |
| 1921                                     | octobre 1947 | Émile Guégan         |           |                                                         |
| octobre 1947                             | mars 1977    | Denis Gautier        |           |                                                         |
| mars 1977                                | mars 1989    | Roger Le Bahers      | PCF       | Menuisier Conseiller général de Bourbriac (1979 → 1985) |
| mars 1989                                | juin 1995    | Jean-Yves Chevance   |           |                                                         |
| juin 1995                                | mars 2014    | Yolande Barbedette   | PS        | Animatrice                                              |
| mars 2014                                | En cours     | Guy Gautier          | DVD       | Agriculteur                                             |

## Démographie
L'évolution du nombre d'habitants est connue à travers les recensements de la population effectués dans la commune depuis 1793. Pour les communes de moins de 10 000 habitants, une enquête de recensement portant sur toute la population est réalisée tous les cinq ans, les populations de référence des années intermédiaires étant quant à elles estimées par interpolation ou extrapolation. Pour la commune, le premier recensement exhaustif entrant dans le cadre du nouveau dispositif a été réalisé en 2005.

En 2022, la commune comptait 562 habitants, en évolution de −8,17 % par rapport à 2016 (Côtes-d'Armor : +1,78 %, France hors Mayotte : +2,11 %).
| 1793  | 1800  | 1806  | 1821  | 1831  | 1836  | 1841  | 1846  | 1851  |
| ----- | ----- | ----- | ----- | ----- | ----- | ----- | ----- | ----- |
| 1 520 | 1 298 | 1 317 | 1 362 | 1 452 | 1 509 | 1 520 | 1 506 | 1 717 |

| 1856  | 1861  | 1866  | 1872  | 1876  | 1881  | 1886  | 1891  | 1896  |
| ----- | ----- | ----- | ----- | ----- | ----- | ----- | ----- | ----- |
| 1 638 | 1 602 | 1 639 | 1 562 | 1 585 | 1 587 | 1 599 | 1 577 | 1 579 |

| 1901  | 1906  | 1911  | 1921  | 1926  | 1931  | 1936  | 1946  | 1954  |
| ----- | ----- | ----- | ----- | ----- | ----- | ----- | ----- | ----- |
| 1 658 | 1 658 | 1 709 | 1 520 | 1 549 | 1 506 | 1 390 | 1 115 | 1 051 |

| 1962 | 1968 | 1975 | 1982 | 1990 | 1999 | 2005 | 2006 | 2010 |
| ---- | ---- | ---- | ---- | ---- | ---- | ---- | ---- | ---- |
| 956  | 870  | 737  | 709  | 636  | 635  | 656  | 668  | 640  |

| 2015 | 2020 | 2022 | - | - | - | - | - | - |
| ---- | ---- | ---- | - | - | - | - | - | - |
| 612  | 562  | 562  | - | - | - | - | - | - |

## Langue bretonne
Le nom de la commune en breton est Plijidi.
Le seul collège de la commune est un collège Diwan. Il a été créé en 1995[réf. souhaitée]. Il comptait 236 collégiens à la rentrée 2019. Il comporte trois grands bâtiments, dont deux utilisés comme dortoirs, et des préfabriqués.

## Lieux et monuments
La commune compte cinq monuments historiques :
- manoir de Toulgonec, ou Toul-an-Gollet, XVIe siècle, classé[34], visitable d'avril à septembre. Sa tour-fuie, renferme l'escalier, et en partie supérieure un colombier, les boulins étant accessibles depuis l'intérieur du logis[35] ;
- menhir et dolmen de Cailouan ou Caëlonan, classé[36] ;
- chapelle et calvaire Saint-Yves, inscrits[37] ;
- calvaire-fontaine, inscrit[38] ;
- croix du XVIe siècle,  Inscrit MH (1926)[39].

Par ailleurs :
- menhir de Toul-du ;
- chapelle Saint-Alor[40], qui est dédiée à saint Alor, ancien évêque de Quimper ;
- collège Diwan du Trégor (Skolaj Diwan Bro-Dreger[41]), créé en 1995, 201 élèves en 2010[42] ;
- hameau de Kerlan : vestiges du manoir du Fresne de Kerlan et de sa chapelle (XIIe siècle) ;
- église Saint-Pierre.

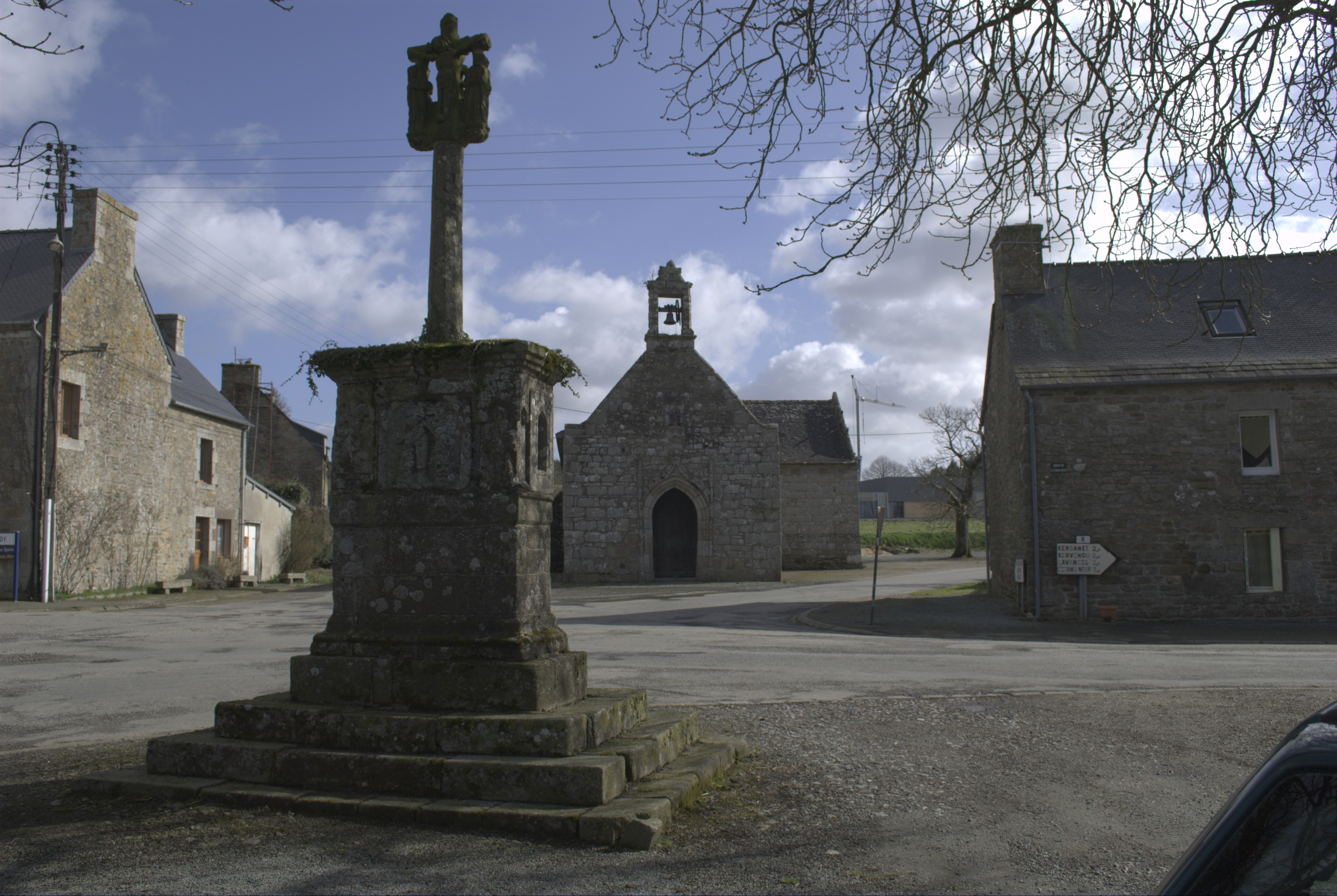
Chapelle et calvaire de Saint-Yves.
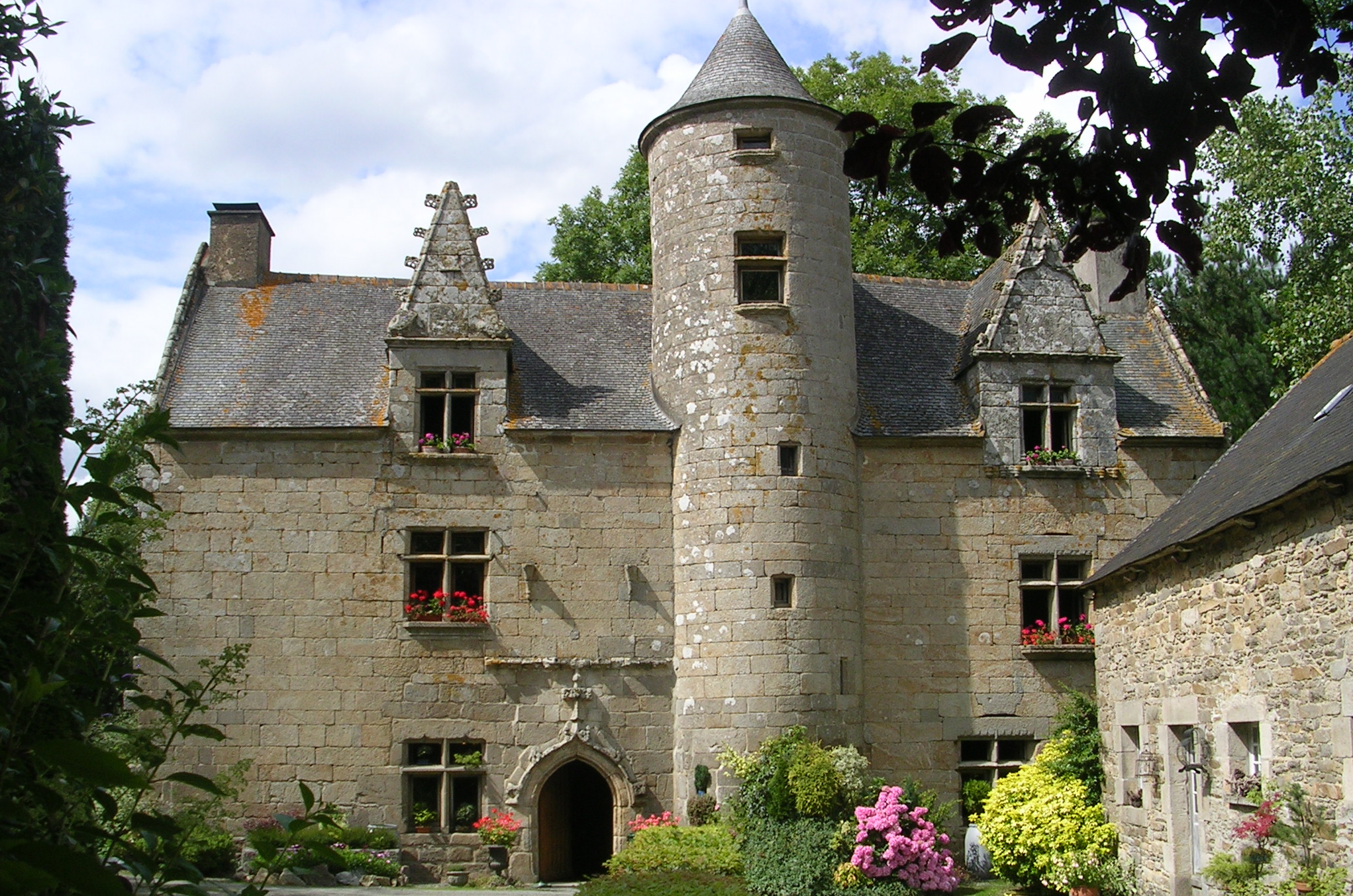
Manoir de Toulgonec.
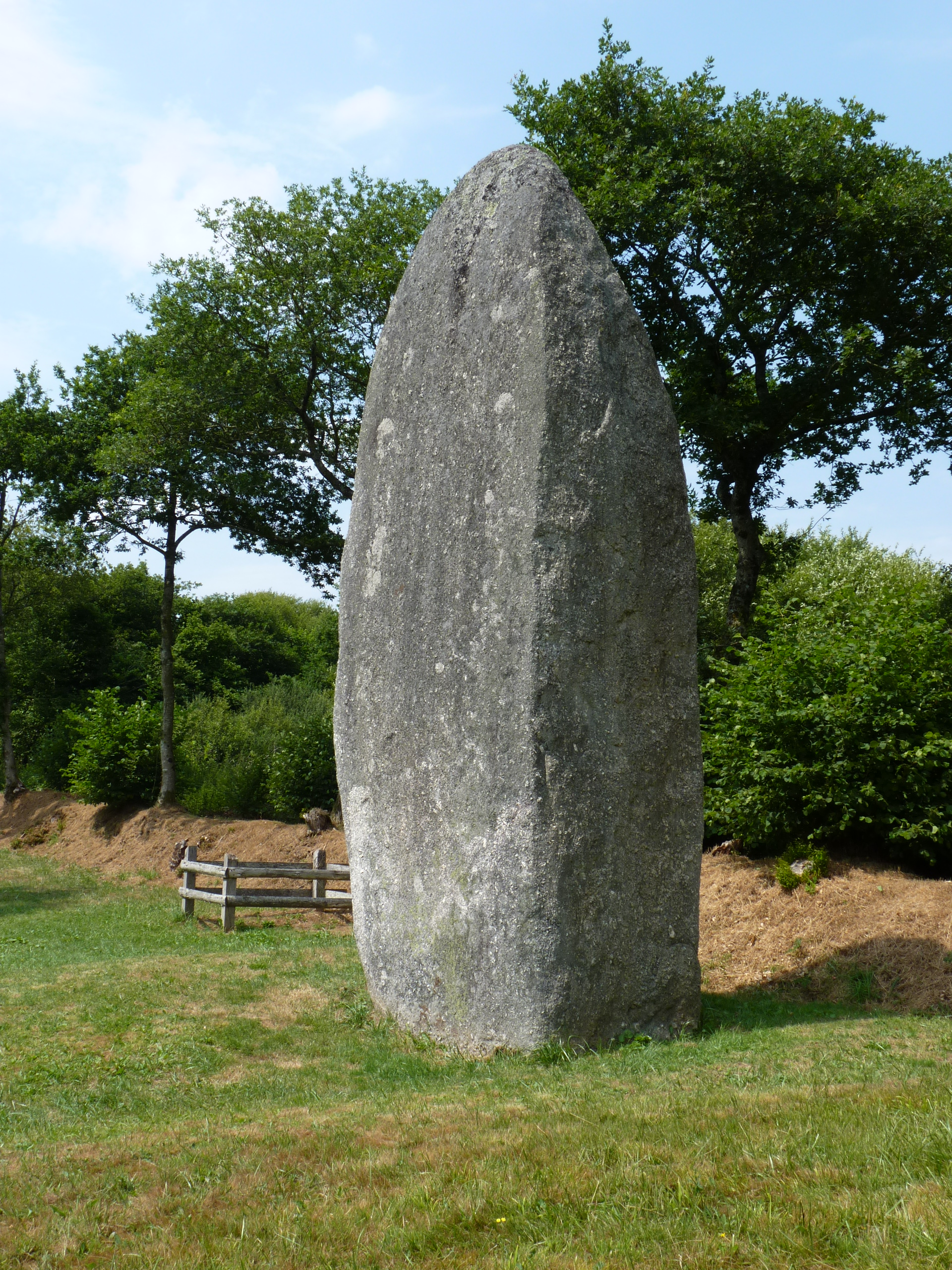
Menhir et dolmen de Cailouan.
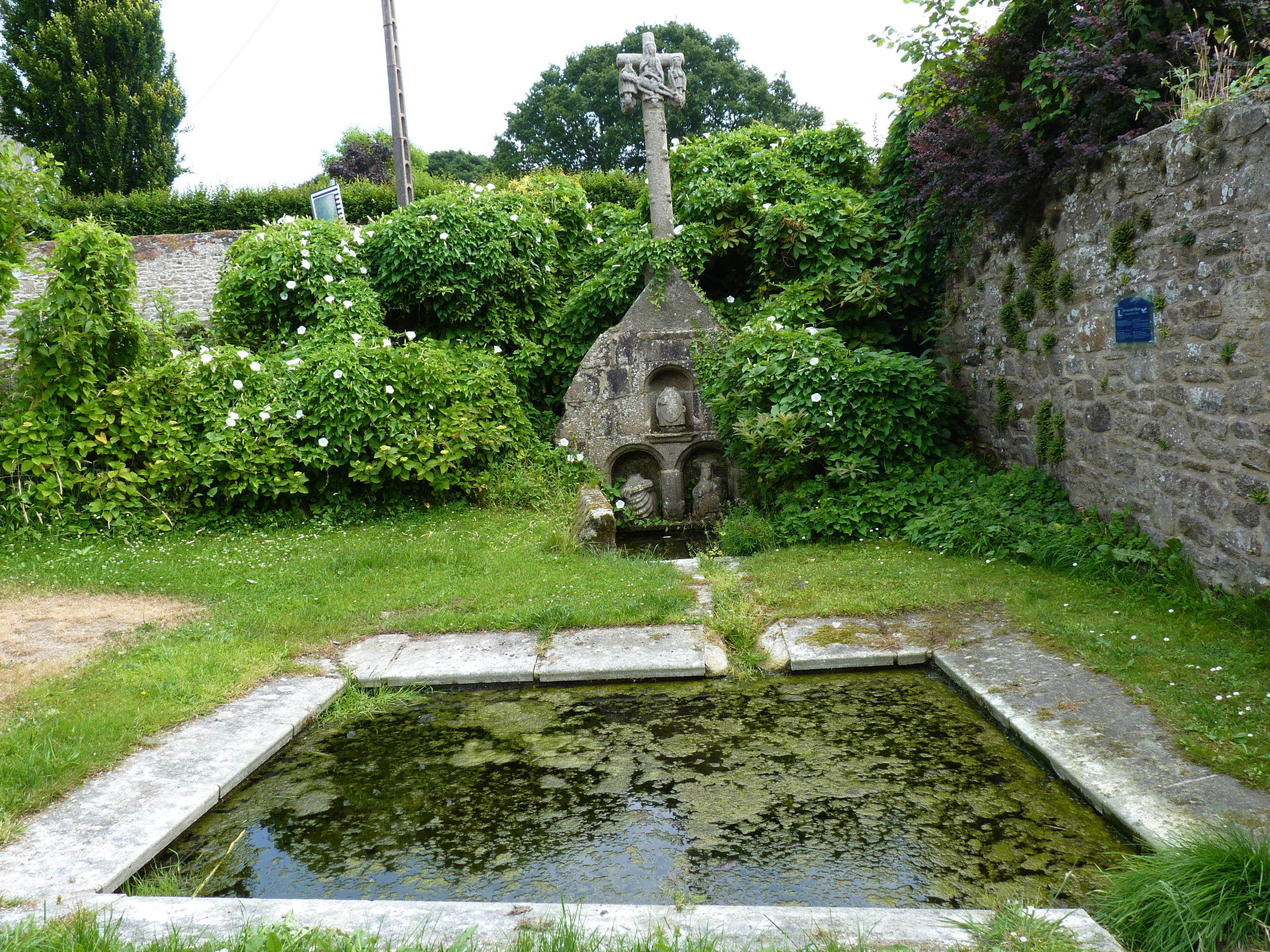
Calvaire-fontaine de Plésidy.

## Personnalités liées à la commune
- Famille Le Bahezre, seigneurie de Lanlay en Plesidy.
- Olivier du Fresne seigneur de Kerlan en Plesidy, constructeur du manoir de Goasfroment (XVIIe siècle) en Plouezec.
- Colonel Roland François du Fresne de Kerlan, originaire de Plesidy, officier de la Légion d'Honneur, commandant le 85e Régiment d'infanterie (1851-1854), Campagnes d'Afrique et d'Orient.
- Colonel Théophile Marie Brébant, né à Plésidy en 1889, commandeur de la Légion d'Honneur.
- Emmanuel Le Peillet, né à Plésidy en 1928, poète.